# メルボルン・シティFC
メルボルン・シティ・フットボール・クラブ（英: Melbourne City FC）は、オーストラリアの都市メルボルンをホームタウンとする、オーストラリアプロサッカーリーグ（Aリーグ）に加盟するプロサッカークラブ。

## 概要
2009年設立。設立当初のクラブ名は、「メルボルン・ハートFC」（英: Melbourne Heart FC）であった。シンボルカラーは赤と白。2009年6月に2010-11シーズンからのAリーグ参入が認められた。Aリーグ参加クラブとしては12番目のクラブとなる（2007年に消滅したニュージーランド・ナイツを含めて）。
設立当初のクラブ名は地元のヘラルドサンによるオンラインの投票などのプロセスを経て決定した。候補となった名前は「スポーティング・メルボルンFC」(Sporting Melbourne FC)、「メルボニアンズ」(Melburnians)、「メルボルン・レボリューション」(Melbourne Revolution)、そして、「メルボルン・ハートFC」(Melbourne Heart FC)の4つであった。
2010年8月5日、Aリーグ参入初戦となる開幕戦は、セントラルコースト・マリナーズFCに0対1で敗れた。
2010年9月4日、ノースクイーンズランド・フューリーFCを破り、シーズン開幕から5試合目でAリーグにおける初勝利を挙げた。
2010年10月8日、Aリーグで初めて行われたメルボルンダービーで、メルボルン・ビクトリーに勝利する。
2014年1月22日、プレミアリーグのマンチェスター・シティ持株会社シティ・フットボール・グループが株式の80%を取得し、買収したと発表した。クラブ名も「メルボルン・シティFC」（英: Melbourne City FC）へ改名され、シンボルカラーも赤を水色に変更。
2022年12月17日、メルボルン・ビクトリーを迎えたメルボルンダービーの試合中、ビクトリー側の多数のサポーターがピッチに乱入。GKと主審が負傷して試合が中止となる事件が発生した。

## クラブ名の遍歴
- 2009年 - 2014年 メルボルン・ハート (Melbourne Heart FC)
- 2014年 - 現在 メルボルン・シティ (Melbourne City FC)

## ダービーマッチ
同じメルボルンを本拠地とするメルボルン・ビクトリーFCとは「ダービー」を演じるライバル関係。

## タイトル

### 国内タイトル
- Aリーグ・メン
  - レギュラーシーズン：2回
    - 2020-21, 2021-22

  - ファイナルシーズン：1回
    - 2020-21
- FFAカップ：1回
  - 2016

### 国際タイトル
なし

## 過去の成績
| シーズン | レギュラーシーズン | ファイナルシリーズ |
| -------- | ------------------ | ------------------ |
| 2010-11  | 8位                | -                  |
| 2011-12  | 6位                | 6位                |
| 2012-13  | 9位                | -                  |
| 2013-14  | 10位               | -                  |
| 2014-15  | 5位                | 3位                |
| 2015-16  | 4位                | 3位                |
| 2016-17  | 4位                | 6位                |
| 2017-18  | 3位                |                    |
| 2018-19  | 5位                |                    |
| 2019-20  | 2位                | 2位                |

## 現所属メンバー
2021年11月28日現在 
注：選手の国籍表記はFIFAの定めた代表資格ルールに基づく。
| No. | Pos. |                | 選手名                     |
| --- | ---- | -------------- | -------------------------- |
| 1   | GK   | オーストラリア | トム・グローバー           |
| 2   | DF   | オーストラリア | スコット・ギャロウェイ     |
| 3   | DF   | オーストラリア | スコット・ジェイミーソン   |
| 4   | DF   | ポルトガル     | ヌーノ・レイス             |
| 5   | MF   | オーストラリア | ロスティン・グリフィス     |
| 7   | FW   | オーストラリア | マシュー・レッキー         |
| 8   | MF   | オーストラリア | エイデン・オニール         |
| 9   | FW   | オーストラリア | ジェイミー・マクラーレン   |
| 10  | MF   | フランス       | フロリン・ブレングール     |
| 13  | MF   | オーストラリア | ナサニエル・アトキンソン   |
| 15  | FW   | オーストラリア | アンドリュー・ナバウト     |
| 16  | MF   | オーストラリア | タラス・ゴムルカ           |
| 17  | FW   | 北マケドニア   | ステファン・コラコフスキー |

| No. | Pos. |                | 選手名                       |
| --- | ---- | -------------- | ---------------------------- |
| 18  | MF   | オーストラリア | コナー・メトカーフ           |
| 20  | MF   | イタリア       | マヌエル・プッチャレッリ     |
| 22  | DF   | オーストラリア | カーティス・グッド           |
| 23  | FW   | オーストラリア | マルコ・ティリオ             |
| 33  | GK   | オーストラリア | マシュー・サットン           |
| 34  | DF   | オーストラリア | ジョーダン・ホール           |
| 35  | FW   | オーストラリア | ラファエル・ロドリゲス       |
| 36  | DF   | オーストラリア | ケリン・ストークス           |
| 37  | MF   | オーストラリア | マックス・カプート           |
| 38  | DF   | オーストラリア | ジョーダン・ボス             |
| 39  | MF   | オーストラリア | アンソニー・レシオティス     |
| 40  | GK   | オーストラリア | ジェームズ・ニウエンハーゼン |
| 42  | GK   | オーストラリア | アーマド・タレブ             |
| --  | MF   | オーストラリア | ルーク・オレスティ           |

## 歴代監督
- ヨン・ファント・シップ　2010-2012、2013-2017
- ジョン・アロイージ 2012-2013
- マイケル・ヴァルカニス 2017
- ウォーレン・ジョイス 2017-2019
- エリク・モンバエルツ 2019-2020
- パトリック・キスノーボ 2020-

## 歴代所属選手

### GK
- クリント・ボルトン 2010-2013
- アンドリュー・レッドメイン 2012-2015
- タンドゥ・ベラフィ 2013-2016
- ユージン・ガレコヴィッチ 2017-2019

### DF
- マイケル・ビューチャンプ 2010-2011
- クリスティアン・サーキーズ 2010-2012
- サイモン・コロシモ 2010-2013
- アジズ・ベヒッチ 2010-2013,2013-2014
- パトリック・キスノーボ 2013-2016
- ケウ・ヤリエンス 2015
- サフワン・バハルディン 2015
- アーロン・ヒューズ 2015-2016
- リッチー・デ・ラエト 2018-2019

### MF
- ヨシップ・スココ 2010-2011
- ヴィンス・グレッラ 2012-2013
- マルセル・メーウウィス 2013
- ハリー・キューウェル 2013-2014
- オルランド・エンヘラール 2013-2014
- リアム・ミラー 2014
- ダミアン・ダフ 2014-2015
- ロベルト・コレン 2014-2016
- アーロン・ムーイ 2014-2016
- ダリオ・ヴィドシッチ 2017-2019

### FW
- ジョン・アロイージ 2010-2011
- ジェラルド・シボン 2010-2011
- リチャード・ガルシア 2012-2013
- ゴルゴル・メブラートゥ 2012-2014
- ダビド・ビジャ 2014
- ジョシュア・ケネディ 2015
- マイケル・ズロ 2015-2016
- ブルーノ・フォルナローリ 2015-2019